# Federico di Gesù
Federico di Gesù, al secolo Joannes Martin Schellhorn (Monaco di Baviera, 6 novembre 1721 – Augusta, 16 ottobre 1788), è stato un teologo tedesco.

## Biografia
Abbracciò la vita religiosa nell'ordine dei carmelitani scalzi ed emise la sua professione il 24 maggio 1741.
Fu docente prima di diritto canonico e poi di teologia ed esegesi nei collegi del suo ordine.
Si distinse come predicatore. Ricoprì in più occasioni la carica di priore e quella di padre provinciale di Baviera.
Fu autore di numerosi scritti di teologia: Quaestiones sacrae responsionibus concionatoriis (1774), Universa theologia moralis tripartita (1780), Lexicon scripturisticum (1782), Lexicon theologicum (1784).